# L'amor és estrany (pel·lícula de 2014)
L'amor és estrany (títol original en anglès, Love Is Strange) és una pel·lícula de drama romàntic del 2014 dirigida per Ira Sachs. La pel·lícula es va estrenar al programa no competitiu del Festival de Cinema de Sundance. La pel·lícula també es va projectar a la secció Panorama del 64è Festival Internacional de Cinema de Berlín. S'ha doblat al català oriental central per a TV3, i al valencià per a À Punt.